# 鲜得来

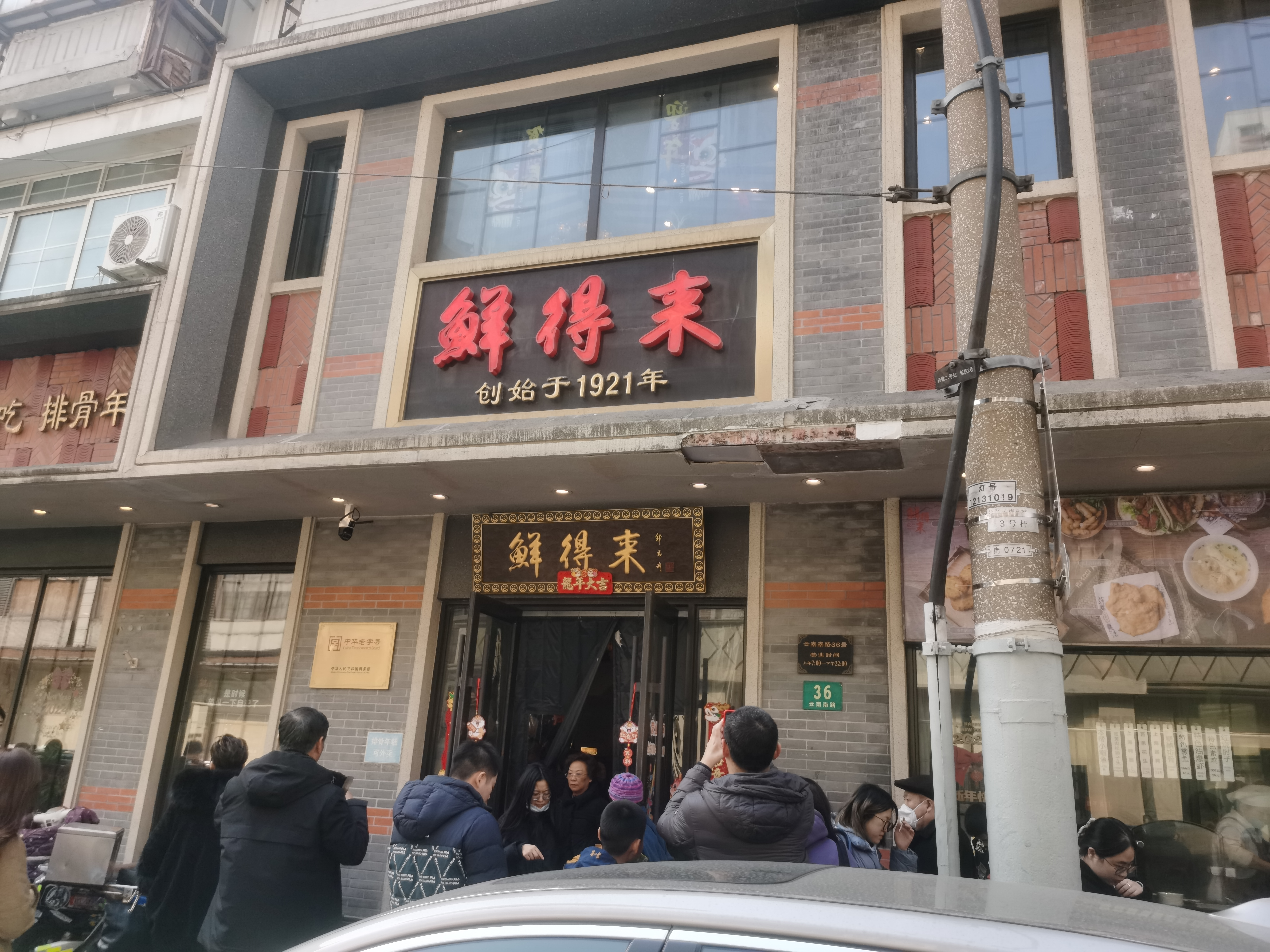
位于云南南路36号的鲜得来总店

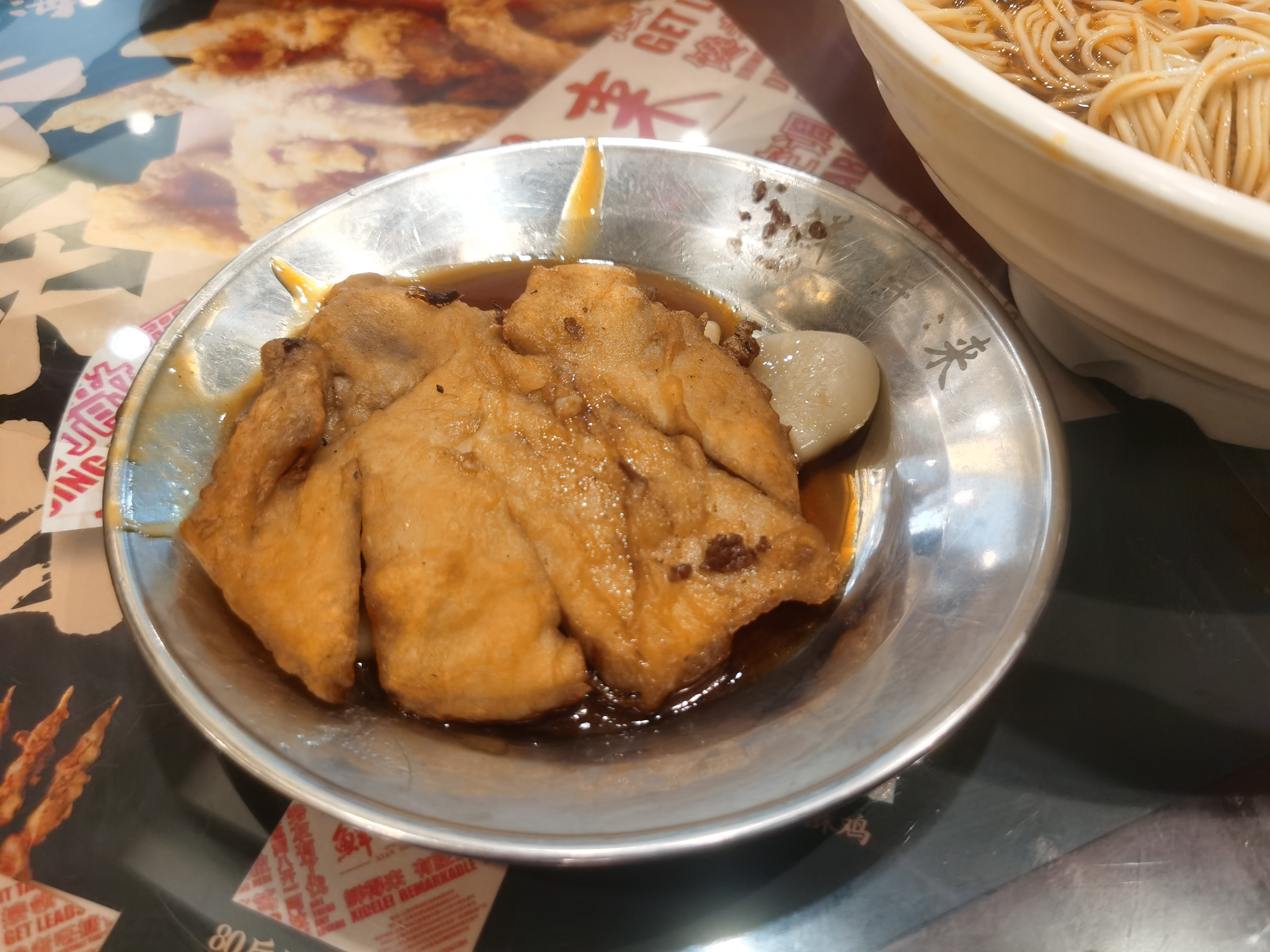
一份鲜得来排骨年糕

鲜得来排骨年糕餐饮有限公司是上海一家以排骨年糕為賣點的餐飲企業。
1921年何世德在現今的西藏南路設攤，一開始販賣西式點心，後來改賣排骨年糕和烘魷魚。當時有顧客稱讚何世德製作的食物「鲜得来」，於是何世德以鲜得来作為店名。